# Космос-1607
Космос-1607 је један од преко 2400 совјетских вјештачких сателита лансираних у оквиру програма Космос.
Космос-1607 је лансиран са космодрома Тјуратам, Бајконур, СССР, 31. октобра 1984. Ракета-носач је поставила сателит у орбиту око планете Земље. 